# James Brown/Diskografie
Diese Diskografie ist eine Übersicht über die musikalischen Werke des US-amerikanischen Soul-, Rhythm-and-Blues- und Funk-Musikers James Brown. Den Schallplattenauszeichnungen zufolge hat er bisher mehr als 4,9 Millionen Tonträger verkauft, davon alleine in seiner Heimat über vier Millionen. Seine erfolgreichste Veröffentlichung ist die Kompilation 20 All-Time Greatest Hits! mit über einer Million verkauften Einheiten.

## Alben

### Studioalben
| Jahr | Titel                                                   | Höchstplatzierung, Gesamtwochen, AuszeichnungChartplatzierungen (Jahr, Titel, Platzierungen, Wochen, Auszeichnungen, Anmerkungen) | Höchstplatzierung, Gesamtwochen, AuszeichnungChartplatzierungen (Jahr, Titel, Platzierungen, Wochen, Auszeichnungen, Anmerkungen) | Höchstplatzierung, Gesamtwochen, AuszeichnungChartplatzierungen (Jahr, Titel, Platzierungen, Wochen, Auszeichnungen, Anmerkungen) | Höchstplatzierung, Gesamtwochen, AuszeichnungChartplatzierungen (Jahr, Titel, Platzierungen, Wochen, Auszeichnungen, Anmerkungen) | Höchstplatzierung, Gesamtwochen, AuszeichnungChartplatzierungen (Jahr, Titel, Platzierungen, Wochen, Auszeichnungen, Anmerkungen) | Höchstplatzierung, Gesamtwochen, AuszeichnungChartplatzierungen (Jahr, Titel, Platzierungen, Wochen, Auszeichnungen, Anmerkungen) | Anmerkungen                                                                                   |
| Jahr | Titel                                                   | DE | AT | CH | UK | US | R&B | Anmerkungen                                                                                   |
| ---- | ------------------------------------------------------- | --- | --- | --- | --- | --- | --- | --------------------------------------------------------------------------------------------- |
| 1958 | Please Please Please                                    | — | — | — | — | — | — | Erstveröffentlichung: Dezember 1958                                                           |
| 1959 | Try Me!                                                 | — | — | — | — | — | — | Erstveröffentlichung: 14. Juli 1959                                                           |
| 1960 | Think!                                                  | — | — | — | — | — | — |                                                                                               |
| 1961 | The Amazing James Brown                                 | — | — | — | — | — | — |                                                                                               |
| 1962 | Good, Good, Twistin                                     | — | — | — | — | — | — | 1963 als Shout & Shimmy und 1979 bzw. 1983 als Excitement - Mr. Dynamite wiederveröffentlicht |
| 1962 | James Brown and His Famous Flames Tour the U.S.A.       | — | — | — | — | — | — |                                                                                               |
| 1963 | Prisoner of Love                                        | — | — | — | — | US73 (17 Wo.)US | — |                                                                                               |
| 1964 | Showtime                                                | — | — | — | — | US61 (18 Wo.)US | — |                                                                                               |
| 1964 | Grits & Soul                                            | — | — | — | — | US124 (10 Wo.)US | R&B9 (3 Wo.)R&B | Instrumentalalbum                                                                             |
| 1964 | Out of Sight                                            | — | — | — | — | — | — |                                                                                               |
| 1965 | Papa’s Got a Brand New Bag                              | — | — | — | — | US26 (27 Wo.)US | R&B2 (20 Wo.)R&B |                                                                                               |
| 1965 | James Brown Plays James Brown – Today & Yesterday       | — | — | — | — | US42 (19 Wo.)US | R&B3 (11 Wo.)R&B | Instrumentalalbum                                                                             |
| 1966 | I Got You (I Feel Good)                                 | — | — | — | — | US36 (17 Wo.)US | R&B2 (15 Wo.)R&B |                                                                                               |
| 1966 | Mighty Instrumentals                                    | — | — | — | — | — | — |                                                                                               |
| 1966 | James Brown Plays New Breed (The Boo-Ga-Loo)            | — | — | — | — | US101 (11 Wo.)US | R&B11 (6 Wo.)R&B | Erstveröffentlichung: März 1966 Instrumentalalbum                                             |
| 1966 | It’s a Man’s Man’s Man’s World                          | — | — | — | — | US90 (9 Wo.)US | R&B11 (15 Wo.)R&B | Erstveröffentlichung: 1. August 1966                                                          |
| 1966 | James Brown Sings Christmas Songs                       | — | — | — | — | — | — | Erstveröffentlichung: November 1966 Weihnachtsalbum                                           |
| 1966 | Handful of Soul                                         | — | — | — | — | US135 (3 Wo.)US | R&B24 (3 Wo.)R&B | Erstveröffentlichung: November 1966 Instrumentalalbum                                         |
| 1967 | James Brown Sings Raw Soul                              | — | — | — | — | US88 (14 Wo.)US | R&B7 (9 Wo.)R&B | Erstveröffentlichung: März 1967                                                               |
| 1967 | James Brown Plays the Real Thing                        | — | — | — | — | US164 (5 Wo.)US | R&B27 (3 Wo.)R&B | Erstveröffentlichung: Juni 1967 Instrumentalalbum                                             |
| 1967 | Cold Sweat                                              | — | — | — | — | US35 (17 Wo.)US | R&B5 (14 Wo.)R&B | Erstveröffentlichung: 12. September 1967                                                      |
| 1968 | I Can’t Stand Myself When You Touch Me                  | — | — | — | — | US17 (14 Wo.)US | R&B4 (15 Wo.)R&B |                                                                                               |
| 1968 | I Got the Feelin’                                       | — | — | — | — | US135 (14 Wo.)US | R&B8 (15 Wo.)R&B |                                                                                               |
| 1968 | James Brown Plays Nothing but Soul                      | — | — | — | — | US150 (5 Wo.)US | R&B20 (6 Wo.)R&B | Instrumentalalbum                                                                             |
| 1968 | Thinking About Little Willie John and a Few Nice Things | — | — | — | — | — | — |                                                                                               |
| 1968 | A Soulful Christmas                                     | — | — | — | — | — | — | Weihnachtsalbum                                                                               |
| 1969 | Say It Loud – I’m Black and I’m Proud                   | — | — | — | — | US53 (22 Wo.)US | R&B6 (19 Wo.)R&B |                                                                                               |
| 1969 | Gettin’ Down to It                                      | — | — | — | — | US99 (14 Wo.)US | R&B14 (16 Wo.)R&B |                                                                                               |
| 1969 | (James Brown Plays & Directs) The Popcorn               | — | — | — | — | US40 (22 Wo.)US | R&B4 (27 Wo.)R&B | Instrumentalalbum                                                                             |
| 1969 | It’s a Mother                                           | — | — | — | — | US26 (14 Wo.)US | R&B2 (28 Wo.)R&B |                                                                                               |
| 1970 | Ain’t It Funky                                          | — | — | — | — | US43 (12 Wo.)US | R&B5 (19 Wo.)R&B | Instrumentalalbum                                                                             |
| 1970 | Soul on Top                                             | — | — | — | — | US125 (10 Wo.)US | R&B12 (14 Wo.)R&B | Erstveröffentlichung: April 1970 mit dem Louie Bellson Orchestra                              |
| 1970 | It’s a New Day so Let a Man Come In                     | — | — | — | — | US121 (6 Wo.)US | R&B11 (17 Wo.)R&B |                                                                                               |
| 1970 | Hey America                                             | — | — | — | — | — | — |                                                                                               |
| 1971 | Super Bad                                               | — | — | — | — | US61 (15 Wo.)US | R&B4 (20 Wo.)R&B |                                                                                               |
| 1971 | Sho Is Funky Down Here                                  | — | — | — | — | US137 (4 Wo.)US | R&B26 (4 Wo.)R&B | Instrumentalalbum                                                                             |
| 1971 | Hot Pants                                               | — | — | — | — | US22 (18 Wo.)US | R&B4 (21 Wo.)R&B |                                                                                               |
| 1972 | There It Is                                             | — | — | — | — | US60 (21 Wo.)US | R&B10 (18 Wo.)R&B |                                                                                               |
| 1972 | Get on the Good Foot                                    | — | — | — | — | US68 (17 Wo.)US | R&B8 (19 Wo.)R&B |                                                                                               |
| 1973 | The Payback                                             | — | — | — | — | US34 Gold · (36 Wo.)US | R&B1 (37 Wo.)R&B | Erstveröffentlichung: Dezember 1973                                                           |
| 1974 | Hell                                                    | — | — | — | — | US35 (19 Wo.)US | R&B2 (22 Wo.)R&B |                                                                                               |
| 1974 | Reality                                                 | — | — | — | — | US56 (10 Wo.)US | R&B5 (11 Wo.)R&B |                                                                                               |
| 1975 | Sex Machine Today                                       | — | — | — | — | US103 (8 Wo.)US | R&B10 (9 Wo.)R&B |                                                                                               |
| 1975 | Everybody’s Doin’ the Hustle & Dead on the Double Bump  | — | — | — | — | US193 (2 Wo.)US | R&B22 (7 Wo.)R&B |                                                                                               |
| 1976 | Hot                                                     | — | — | — | — | — | R&B25 (8 Wo.)R&B |                                                                                               |
| 1976 | Get Up offa That Thing                                  | — | — | — | — | US147 (8 Wo.)US | R&B14 (10 Wo.)R&B |                                                                                               |
| 1976 | Bodyheat                                                | — | — | — | — | US126 (10 Wo.)US | R&B20 (13 Wo.)R&B | Erstveröffentlichung: 30. Dezember 1976                                                       |
| 1977 | Mutha’s Nature                                          | — | — | — | — | — | R&B31 (7 Wo.)R&B |                                                                                               |
| 1978 | Jam 1980’s                                              | — | — | — | — | US121 (22 Wo.)US | R&B30 (22 Wo.)R&B |                                                                                               |
| 1979 | Take a Look at Those Cakes                              | — | — | — | — | — | R&B58 (3 Wo.)R&B |                                                                                               |
| 1979 | The Original Disco Man                                  | — | — | — | — | US152 (6 Wo.)US | R&B37 (9 Wo.)R&B |                                                                                               |
| 1980 | People                                                  | — | — | — | — | — | R&B68 (3 Wo.)R&B |                                                                                               |
| 1980 | Soul Syndrome                                           | — | — | — | — | — | — | Erstveröffentlichung: November 1980                                                           |
| 1981 | Nonstop!                                                | — | — | — | — | — | — |                                                                                               |
| 1983 | Bring It On!                                            | — | — | — | — | — | — |                                                                                               |
| 1986 | Gravity                                                 | DE23 (7 Wo.)DE | — | — | UK85 (3 Wo.)UK | US156 (6 Wo.)US | R&B39 (27 Wo.)R&B | Erstveröffentlichung: 15. September 1986                                                      |
| 1988 | I’m Real                                                | DE39 (5 Wo.)DE | AT28 (4 Wo.)AT | CH19 (1 Wo.)CH | UK27 (5 Wo.)UK | US96 (14 Wo.)US | R&B15 (21 Wo.)R&B | Erstveröffentlichung: Juni 1988                                                               |
| 1991 | Love Over-Due                                           | — | AT39 (2 Wo.)AT | CH35 (1 Wo.)CH | — | — | R&B51 (10 Wo.)R&B | Erstveröffentlichung: 23. Juli 1991                                                           |
| 1993 | Universal James                                         | — | — | CH34 (2 Wo.)CH | — | — | — | Erstveröffentlichung: 9. März 1993                                                            |
| 1998 | I’m Back                                                | — | — | — | — | — | — | Erstveröffentlichung: 17. November 1998                                                       |
| 1999 | The Merry Christmas Album                               | — | — | — | — | — | — |                                                                                               |
| 2002 | The Next Step                                           | — | — | — | — | — | R&B72 (2 Wo.)R&B | Erstveröffentlichung: 27. August 2002                                                         |

grau schraffiert: keine Chartdaten aus diesem Jahr verfügbar

### Livealben
| Jahr | Titel                                                  | Höchstplatzierung, Gesamtwochen, AuszeichnungChartplatzierungen (Jahr, Titel, Platzierungen, Wochen, Auszeichnungen, Anmerkungen) | Höchstplatzierung, Gesamtwochen, AuszeichnungChartplatzierungen (Jahr, Titel, Platzierungen, Wochen, Auszeichnungen, Anmerkungen) | Höchstplatzierung, Gesamtwochen, AuszeichnungChartplatzierungen (Jahr, Titel, Platzierungen, Wochen, Auszeichnungen, Anmerkungen) | Höchstplatzierung, Gesamtwochen, AuszeichnungChartplatzierungen (Jahr, Titel, Platzierungen, Wochen, Auszeichnungen, Anmerkungen) | Höchstplatzierung, Gesamtwochen, AuszeichnungChartplatzierungen (Jahr, Titel, Platzierungen, Wochen, Auszeichnungen, Anmerkungen) | Höchstplatzierung, Gesamtwochen, AuszeichnungChartplatzierungen (Jahr, Titel, Platzierungen, Wochen, Auszeichnungen, Anmerkungen) | Anmerkungen |
| Jahr | Titel                                                  | DE | AT | CH | UK | US | R&B | Anmerkungen |
| ---- | ------------------------------------------------------ | --- | --- | --- | --- | --- | --- | --- |
| 1963 | Live at the Apollo                                     | — | — | — | — | US2 (66 Wo.)US | — | Erstveröffentlichung: Mai 1963 aufgenommen am 24. Oktober 1962 im New Yorker Apollo Theater Platz 24 der Rolling-Stone-500; Grammy Hall of Fame; National Recording Registry |
| 1964 | Pure Dynamite! Live at the Royal                       | — | — | — | — | US10 (22 Wo.)US | — | aufgenommen im Royal Theater von Baltimore |
| 1967 | Live at the Garden                                     | — | — | — | — | US41 (17 Wo.)US | R&B5 (15 Wo.)R&B | |
| 1968 | Live at the Apollo, Volume II                          | DE32 (4 Wo.)DE | — | — | — | US32 (39 Wo.)US | R&B2 (44 Wo.)R&B | aufgenommen im New Yorker Apollo Theater |
| 1970 | Sex Machine                                            | — | — | CH— GoldCH | — | US29 (31 Wo.)US | R&B4 (31 Wo.)R&B | kein echtes Livealbum Publikumsgeräusche nachträglich zugefügt |
| 1971 | Revolution of the Mind: Live at the Apollo, Volume III | — | — | — | — | US39 (21 Wo.)US | R&B7 (27 Wo.)R&B | aufgenommen im Apollo Theater, New York |
| 1980 | Live and Lowdown at the Apollo, Vol. 1                 | — | — | — | — | US163 (3 Wo.)US | — | Wiederauflage von Live at the Apollo |
| 1980 | Hot on the One                                         | — | — | — | — | US170 (5 Wo.)US | — | Erstveröffentlichung: Juli 1980 aufgenommen in Tokio |

grau schraffiert: keine Chartdaten aus diesem Jahr verfügbar
Weitere Livealben
- 1967: The James Brown Show
- 1981: Live in New York
- 1982: Mean on the Scene
- 1988: Live at Chastain Park
- 1989: Soul Session Live
- 1992: Love, Power, Peace: Live at the Olympia, Paris 1971
- 1995: Live at the Apollo 1995
- 1999: Say It Live and Loud: Live in Dallas 08.26.68
- 2002: Super Bad: Live
- 2002: James Brown: Live in Concert
- 2006: Live at Montreux 1981

### Kompilationen
| Jahr | Titel                                        | Höchstplatzierung, Gesamtwochen, AuszeichnungChartplatzierungen (Jahr, Titel, Platzierungen, Wochen, Auszeichnungen, Anmerkungen) | Höchstplatzierung, Gesamtwochen, AuszeichnungChartplatzierungen (Jahr, Titel, Platzierungen, Wochen, Auszeichnungen, Anmerkungen) | Höchstplatzierung, Gesamtwochen, AuszeichnungChartplatzierungen (Jahr, Titel, Platzierungen, Wochen, Auszeichnungen, Anmerkungen) | Höchstplatzierung, Gesamtwochen, AuszeichnungChartplatzierungen (Jahr, Titel, Platzierungen, Wochen, Auszeichnungen, Anmerkungen) | Höchstplatzierung, Gesamtwochen, AuszeichnungChartplatzierungen (Jahr, Titel, Platzierungen, Wochen, Auszeichnungen, Anmerkungen) | Höchstplatzierung, Gesamtwochen, AuszeichnungChartplatzierungen (Jahr, Titel, Platzierungen, Wochen, Auszeichnungen, Anmerkungen) | Anmerkungen                                                              |
| Jahr | Titel                                        | DE | AT | CH | UK | US | R&B | Anmerkungen                                                              |
| ---- | -------------------------------------------- | --- | --- | --- | --- | --- | --- | ------------------------------------------------------------------------ |
| 1972 | James Brown Soul Classics                    | — | — | — | — | US83 (16 Wo.)US | R&B13 (12 Wo.)R&B |                                                                          |
| 1973 | Soul Classics Vol. II                        | — | — | — | — | — | R&B30 (15 Wo.)R&B |                                                                          |
| 1987 | The Best of James Brown                      | — | — | — | UK17 Gold · (21 Wo.)UK | — | — |                                                                          |
| 1991 | Star Time                                    | — | — | — | — | US— GoldUS | R&B89 (7 Wo.)R&B | Platz 79 der Rolling-Stone-500                                           |
| 1991 | 20 All-Time Greatest Hits!                   | — | — | — | — | US133 Platin · (2 Wo.)US | R&B99 (1 Wo.)R&B | in den Billboard 200 erst 2014 platziert Platz 414 der Rolling-Stone-500 |
| 1991 | Sex Machine: The Very Best of James Brown    | — | — | — | UK19 Gold · (22 Wo.)UK | — | — |                                                                          |
| 2002 | The Godfather – The Very Best of James Brown | — | — | CH61 (4 Wo.)CH | UK30 Gold · (7 Wo.)UK | — | — | Erstveröffentlichung: 10. Juni 2002 Charteinstieg CH: 2007               |
| 2008 | Soul Brother No. 1                           | — | — | — | — | US170 (2 Wo.)US | — |                                                                          |

grau schraffiert: keine Chartdaten aus diesem Jahr verfügbar
Weitere Kompilationen
- 1961: Night Train (James Brown presents His Band, Album mit Musikstücken von Brown sowie Solostücken seiner Bandmitglieder, 1963 als Night Train wiederveröffentlicht)
- 1966: James Brown Plays Rhythm & Blues
- 1971: Soul Brother No. 1
- 1977: Solid Gold: 30 Golden Hits
- 1985: Roots of a Revolution
- 1986: In the Jungle Groove (Platz 330 der Rolling-Stone-500)
- 1986: James Brown’s Funky People
- 1988: James Brown’s Funky People (Part 2)
- 1988: Motherlode
- 1993: Godfather of Soul (UK: Gold)
- 1995: James Brown’s Funky Christmas
- 1996: Foundations of Funk – A Brand New Bag: 1964-1969
- 1996: Funk Power 1970: A Brand New Thang
- 1996: Make It Funky – The Big Payback: 1971-1975
- 2000: James Brown’s Funky People (Part 3)
- 2006: The Singles, Volume One: The Federal Years: 1956–1960
- 2007: Number 1’s
- 2007: The Singles, Volume Two: 1960–1963
- 2007: The Singles, Volume Three: 1964–1965
- 2007: The Singles, Volume Four: 1966–1967

### Soundtracks
| Jahr | Titel                                     | Höchstplatzierung, Gesamtwochen, AuszeichnungChartplatzierungen (Jahr, Titel, Platzierungen, Wochen, Auszeichnungen, Anmerkungen) | Höchstplatzierung, Gesamtwochen, AuszeichnungChartplatzierungen (Jahr, Titel, Platzierungen, Wochen, Auszeichnungen, Anmerkungen) | Höchstplatzierung, Gesamtwochen, AuszeichnungChartplatzierungen (Jahr, Titel, Platzierungen, Wochen, Auszeichnungen, Anmerkungen) | Höchstplatzierung, Gesamtwochen, AuszeichnungChartplatzierungen (Jahr, Titel, Platzierungen, Wochen, Auszeichnungen, Anmerkungen) | Höchstplatzierung, Gesamtwochen, AuszeichnungChartplatzierungen (Jahr, Titel, Platzierungen, Wochen, Auszeichnungen, Anmerkungen) | Höchstplatzierung, Gesamtwochen, AuszeichnungChartplatzierungen (Jahr, Titel, Platzierungen, Wochen, Auszeichnungen, Anmerkungen) | Anmerkungen                                                                    |
| Jahr | Titel                                     | DE | AT | CH | UK | US | R&B | Anmerkungen                                                                    |
| ---- | ----------------------------------------- | --- | --- | --- | --- | --- | --- | ------------------------------------------------------------------------------ |
| 1968 | James Brown presents His Show of Tomorrow | — | — | — | — | — | R&B13 (10 Wo.)R&B | Soundtrack zur gleichnamigen Fernseh-Show                                      |
| 1973 | Black Caesar                              | — | — | — | — | US31 (21 Wo.)US | R&B2 (23 Wo.)R&B | Soundtrack zum Kinofilm Der Pate von Harlem                                    |
| 1973 | Slaughter’s Big Rip-Off                   | — | — | — | — | US92 (11 Wo.)US | R&B15 (15 Wo.)R&B | Soundtrack zum gleichnamigen Kinofilm                                          |
| 2014 | Get On Up: The James Brown Story          | — | — | — | — | US61 (3 Wo.)US | R&B9 (9 Wo.)R&B | Erstveröffentlichung: 25. Juli 2014 Soundtrack zur gleichnamigen Dokumentation |

grau schraffiert: keine Chartdaten aus diesem Jahr verfügbar

## Singles
Er liegt mit 17 Nummer-eins-Hits auf Platz drei bei den meisten Nummer-eins-Hits in den Billboard Hot R&B/Hip-Hop Songs. Vor ihm befinden sich Aretha Franklin und Stevie Wonder, beide mit 20 Nummer-eins-Hits.

### Als Leadmusiker
| Jahr | Titel Album                                                                                             | Höchstplatzierung, Gesamtwochen, AuszeichnungChartplatzierungen (Jahr, Titel, Album, Platzierungen, Wochen, Auszeichnungen, Anmerkungen, Musiklabel Katalog-Nr.) | Höchstplatzierung, Gesamtwochen, AuszeichnungChartplatzierungen (Jahr, Titel, Album, Platzierungen, Wochen, Auszeichnungen, Anmerkungen, Musiklabel Katalog-Nr.) | Höchstplatzierung, Gesamtwochen, AuszeichnungChartplatzierungen (Jahr, Titel, Album, Platzierungen, Wochen, Auszeichnungen, Anmerkungen, Musiklabel Katalog-Nr.) | Höchstplatzierung, Gesamtwochen, AuszeichnungChartplatzierungen (Jahr, Titel, Album, Platzierungen, Wochen, Auszeichnungen, Anmerkungen, Musiklabel Katalog-Nr.) | Höchstplatzierung, Gesamtwochen, AuszeichnungChartplatzierungen (Jahr, Titel, Album, Platzierungen, Wochen, Auszeichnungen, Anmerkungen, Musiklabel Katalog-Nr.) | Anmerkungen | Musiklabel Katalog-Nr.                                                                                 | [↑]: gemeinsam behandelt mit vorhergehendem Eintrag; [←]: in beiden Charts platziert |
| Jahr | Titel Album                                                                                             | DE | CH | UK | US | R&B | Anmerkungen | Musiklabel Katalog-Nr.                                                                                 |                                                                                      |
| ---- | --- | --- | --- | --- | --- | --- | --- | --- | ------------------------------------------------------------------------------------ |
| 1956 | Please, Please, Please Please Please Please                                                             | — | — | — | — | R&B5 (19 Wo.)R&B | Erstveröffentlichung: 28. Februar 1956 … with the Famous Flames B-Seite: Why Do You Do Me Platz 143 der Rolling-Stone-500 Grammy Hall of Fame + R&B Hall of Fame       | Federal 45-12258 (US)                                                                                  |                                                                                      |
| 1958 | Try Me Please Please Please                                                                             | — | — | — | US48 (13 Wo.)US | R&B1 (22 Wo.)R&B | Erstveröffentlichung: 13. Oktober 1958 … & the Famous Flames B-Seite: Tell Me What I Did Wrong                                                                         | Federal 45-12337 (US)                                                                                  |                                                                                      |
| 1959 | I Want You so Bad Try Me!                                                                               | — | — | — | — | R&B20 (2 Wo.)R&B | Erstveröffentlichung: 9. Februar 1959 … & the Famous Flames B-Seite: There Must Be a Reason                                                                            | Federal 45-12348 (US)                                                                                  |                                                                                      |
| 1960 | I’ll Go Crazy Think!                                                                                    | — | — | — | — | R&B15 (11 Wo.)R&B | Erstveröffentlichung: 11. Januar 1960 … & the Famous Flames B-Seite: I Know It’s True                                                                                  | Federal 45-12369 (US)                                                                                  |                                                                                      |
| 1960 | Think Think!                                                                                            | — | CH—CH | UK—UK | US33 (16 Wo.)US | R&B7 (14 Wo.)R&B | Erstveröffentlichung: 4. April 1960 … & the Famous Flames B-Seite: You’ve Got the Power (US)                                                                           | Federal 45-12370 (US)                                                                                  |                                                                                      |
| 1960 | You’ve Got the Power Think!                                                                             | —[CH: ↑][UK: ↑] | CH—CH | UK—UK | US86 (1 Wo.)US | R&B14 (8 Wo.)R&B | … & the Famous Flames | Federal 45-12370 (US)                                                                                  |                                                                                      |
| 1960 | This Old Heart Think!                                                                                   | — | — | — | US79 (5 Wo.)US | R&B20 (2 Wo.)R&B | Erstveröffentlichung: 30. August 1960 … & the Famous Flames B-Seite: Wonder When You’re Coming Home                                                                    | Fontana H-273 (UK) Federal 45-12378 (US)                                                               |                                                                                      |
| 1960 | The Bells The Amazing James Brown                                                                       | — | — | — | US68 (6 Wo.)US | — | Erstveröffentlichung: 17. November 1960 B-Seite: And I Do Just What I Want                                                                                             | King 45-5423 (US)                                                                                      |                                                                                      |
| 1961 | Bewildered Think!                                                                                       | — | — | — | US40 (8 Wo.)US | R&B8 (8 Wo.)R&B | Erstveröffentlichung: 23. Januar 1961 … & the Famous Flames B-Seite: If You Want Me                                                                                    | King 45-5442 (US)                                                                                      |                                                                                      |
| 1961 | I Don’t Mind The Amazing James Brown                                                                    | — | — | — | US47 (8 Wo.)US | R&B4 (12 Wo.)R&B | Erstveröffentlichung: 29. April 1961 … & the Famous Flames B-Seite: Love Don’t Love Nobody                                                                             | King 45-5466 (US)                                                                                      |                                                                                      |
| 1961 | Baby You’re Right Think!                                                                                | — | — | — | US49 (4 Wo.)US | R&B2 (19 Wo.)R&B | Erstveröffentlichung: 17. Juni 1961 … & the Famous Flames B-Seite: I’ll Never, Never Let You Go                                                                        | King 45-5524 (US)                                                                                      |                                                                                      |
| 1961 | Just You and Me, Darling The Amazing James Brown                                                        | — | — | — | — | R&B17 (10 Wo.)R&B | Erstveröffentlichung: 31. August 1961 … & the Famous Flames A-Seite: I Love You, Yes I Do                                                                              | King 45-5547 (US)                                                                                      |                                                                                      |
| 1961 | Lost Someone The Amazing James Brown                                                                    | — | — | — | US48 (12 Wo.)US | R&B2 (17 Wo.)R&B | Erstveröffentlichung: 20. November 1961 … & the Famous Flames B-Seite: Cross Firing                                                                                    | King 45-5573 (US)                                                                                      |                                                                                      |
| 1962 | Night Train James Brown presents His Band                                                               | — | — | — | US35 (11 Wo.)US | R&B5 (17 Wo.)R&B | Erstveröffentlichung: 24. März 1962 … & the Famous Flames B-Seite: Why Does Everything Happen to Me                                                                    | Parlophone R-4922 (UK) King 45-5614 (US)                                                               |                                                                                      |
| 1962 | Shout and Shimmy                                                                                        | — | — | — | US61 (4 Wo.)US | R&B16 (5 Wo.)R&B | Erstveröffentlichung: 26. Juni 1962 … & the Famous Flames B-Seite: Come over Here                                                                                      | Parlophone R-4952 (UK) King 45-5657 (US)                                                               |                                                                                      |
| 1962 | Mashed Potatoes U.S.A. James Brown and His Famous Flames Tour the U.S.A.                                | — | — | — | US82 (2 Wo.)US | R&B21 (1 Wo.)R&B | Erstveröffentlichung: 25. August 1962 … & the Famous Flames B-Seite: You Don’t Have to Go                                                                              | King 45-5672 (US)                                                                                      |                                                                                      |
| 1962 | Three Hearts in a Tangle James Brown and His Famous Flames Tour the U.S.A.                              | — | — | — | US93 (3 Wo.)US | R&B18 (6 Wo.)R&B | Erstveröffentlichung: 10. November 1962 … & the Famous Flames B-Seite: I’ve Got Money                                                                                  | King 45-5701 (US)                                                                                      |                                                                                      |
| 1963 | Like a Baby James Brown and His Famous Flames Tour the U.S.A.                                           | DE—DE | CH—CH | UK—UK | — | R&B24 (2 Wo.)R&B | Erstveröffentlichung: 19. Januar 1963 … & the Famous Flames | King 45-5710 (US)                                                                                      |                                                                                      |
| 1963 | Every Beat of My Heart James Brown and His Famous Flames Tour the U.S.A.[DE: ↑][CH: ↑][UK: ↑]           | DE—DE | CH—CH | UK—UK | US99 (1 Wo.)US[R&B: ↑] | R&B24 (2 Wo.)R&B | … & the Famous Flames | King 45-5710 (US)                                                                                      |                                                                                      |
| 1963 | Prisoner of Love                                                                                        | — | — | — | US18 (11 Wo.)US | R&B6 (12 Wo.)R&B | Erstveröffentlichung: 29. April 1963 … & the Famous Flames B-Seite: Choo Choo                                                                                          | London HL-9730 (UK) King 45-5739 (US)                                                                  |                                                                                      |
| 1963 | These Foolish Things (Remind Me of You) –                                                               | — | — | — | US55 (6 Wo.)US | R&B25 (5 Wo.)R&B | Erstveröffentlichung: 17. Juni 1963 … & the Famous Flames B-Seite: (Can You) Feel It (Part 1)                                                                          | London HL-9775 (UK) King 45-5767 (US)                                                                  |                                                                                      |
| 1963 | Signed, Sealed and Delivered Prisoner of Love                                                           | — | — | — | US77 (5 Wo.)US | — | Erstveröffentlichung: 11. September 1963 … & the Famous Flames B-Seite: Waiting in Vain                                                                                | King 45-5803 (US)                                                                                      |                                                                                      |
| 1964 | Oh Baby Don’t You Weep Pure Dynamite! Live at the Royal                                                 | — | — | — | US23 (10 Wo.)US | R&B4 (14 Wo.)R&B | Erstveröffentlichung: 19. Januar 1964 … & the Famous Flames | King 45-5842 (US)                                                                                      |                                                                                      |
| 1964 | Please, Please, Please (overdubbed) –                                                                   | — | — | — | US95 (2 Wo.)US | — | … & the Famous Flames B-Seite: In the Wee Wee Hours (of the Nite) | King 45-5853 (US)                                                                                      |                                                                                      |
| 1964 | Caldonia Showtime                                                                                       | — | — | — | US95 (2 Wo.)US | R&B39 (2 Wo.)R&B | Erstveröffentlichung: 11. April 1964 B-Seite: Evil | Smash S-1898 (US)                                                                                      |                                                                                      |
| 1964 | The Things That I Used to Do Showtime                                                                   | — | — | — | US99 (1 Wo.)US | R&B21 (11 Wo.)R&B | Erstveröffentlichung: 6. Juni 1964 … & His Orchestra B-Seite: Out of the Blue                                                                                          | Smash S-1908 (US)                                                                                      |                                                                                      |
| 1964 | Out of Sight                                                                                            | — | — | — | US24 (10 Wo.)US | R&B5 (13 Wo.)R&B | Erstveröffentlichung: 25. Juli 1964 … & His Orchestra | Star-Club 148-506-STF (DE) Philips BF-1368 (UK) Smash S-1919 (US)                                      |                                                                                      |
| 1964 | Maybe the Last Time –                                                                                   | — | — | — | — | R&B45 (2 Wo.)R&B | … & His Orchestra | Smash 1910 (US)                                                                                        |                                                                                      |
| 1964 | Have Mercy Baby Papa’s Got a Brand New Bag                                                              | — | — | — | US92 (2 Wo.)US | — | Erstveröffentlichung: 5. Dezember 1964 … & the Famous Flames B-Seite: Just Won’t Do Right (I Stay in the Chapel Every Night)                                           | London HL-9945 (UK) King 45-5968 (US)                                                                  |                                                                                      |
| 1965 | Again –                                                                                                 | — | — | — | US63 (8 Wo.)US | R&B48 (3 Wo.)R&B | … & the Famous Flames B-Seite: How Long Darling | King 5876 (US)                                                                                         |                                                                                      |
| 1965 | Papa’s Got a Brand New Bag                                                                              | DE—DE | — | UK25 (7 Wo.)UK | US8 (13 Wo.)US | R&B1 (17 Wo.)R&B | Erstveröffentlichung: 17. Juni 1965 … & the Famous Flames Platz 72 der Rolling-Stone-500 Grammy R&B Record + Hall of Fame                                              | Polydor International 429-021 (DE) London HL-9990 (UK) King 45-5999 (US)                               |                                                                                      |
| 1965 | I Got You (I Feel Good) [DE: ↑]                                                                         | DE—DE | — | UK29 (6 Wo.)UK | US3 (12 Wo.)US | R&B1 (16 Wo.)R&B | Erstveröffentlichung: 7. Oktober 1965 … & the Famous Flames B-Seite: I Can’t Help It (I Just Do-Do-Do) Platz 78 der Rolling-Stone-500 Grammy R&B Hall of Fame          | Polydor International 429-021 (DE) Pye International 7N-25350 (UK) King 45-6015 (US)                   |                                                                                      |
| 1965 | Try Me (Instrumental Version) James Brown Plays James Brown – Today & Yesterday                         | — | — | — | — | R&B34 (7 Wo.)R&B | Erstveröffentlichung: 7. Oktober 1965 James Brown at the Organ B-Seite: Papa’s Got a Brand New Bag                                                                     | Smash 2008 (US)                                                                                        |                                                                                      |
| 1965 | I’ll Go Crazy (live) Live at the Apollo                                                                 | — | — | — | US73 (2 Wo.)US | R&B38 (2 Wo.)R&B | … & the Famous Flames B-Seite: Lost Someone | King 45-6020 (US)                                                                                      |                                                                                      |
| 1966 | Ain’t That a Groove It’s a Man’s Man’s Man’s World                                                      | — | — | — | US42 (7 Wo.)US | R&B6 (10 Wo.)R&B | Erstveröffentlichung: 4. Februar 1966 … & the Famous Flames | Polydor International 421-031 (DE) Pye International 7N-25367 (UK) King 45-6025 (US)                   |                                                                                      |
| 1966 | It’s a Man’s Man’s Man’s World                                                                          | — | — | UK13 (9 Wo.)UK | US8 (9 Wo.)US | R&B1 (12 Wo.)R&B | Erstveröffentlichung: 12. April 1966 … & the Famous Flames B-Seite: Is It Yes or Is It No? Platz 123 der Rolling-Stone-500 Grammy Hall of Fame                         | Polydor International 421-043 (DE) Pye International 7N-25371 (UK) King 45-6035 (US)                   |                                                                                      |
| 1966 | Money Won’t Change You James Brown Sings Raw Soul                                                       | — | — | — | US53 (9 Wo.)US | R&B11 (10 Wo.)R&B | Erstveröffentlichung: 23. Juli 1966 … & the Famous Flames | Polydor International 421-048 (DE) Pye International 7N-25379 (UK) King 45-6048 (US)                   |                                                                                      |
| 1966 | Don’t Be a Drop-Out James Brown Sings Raw Soul                                                          | — | — | — | US50 (7 Wo.)US | R&B4 (13 Wo.)R&B | Erstveröffentlichung: 17. September 1966 … & the Famous Flames B-Seite: Tell Me That You Love Me                                                                       | Polydor International 421-058 (DE) Pye International 7N-25394 (UK) King 45-6056 (US)                   |                                                                                      |
| 1966 | Bring It Up (Hipster’s Avenue) James Brown Sings Raw Soul                                               | — | — | — | US29 (8 Wo.)US | R&B7 (8 Wo.)R&B | Erstveröffentlichung: 29. Dezember 1966 … & the Famous Flames B-Seite: Nobody Knows                                                                                    | Polydor 59-059 (DE) Pye International 7N-25411 (UK) King 45-6071 (US)                                  |                                                                                      |
| 1967 | Kansas City Cold Sweat                                                                                  | DE—DE | — | — | US55 (5 Wo.)US | R&B21 (6 Wo.)R&B | Erstveröffentlichung: 12. Februar 1967 … & the Famous Flames B-Seite: Stone Fox (UK) A-Seite: Stone Fox (US)                                                           | Polydor 59-103 (DE) Pye International 7N-25418 (UK) King 45-6086 (US)                                  |                                                                                      |
| 1967 | Let Yourself Go James Brown Sings Raw Soul[DE: ↑]                                                       | DE—DE | — | — | US46 (7 Wo.)US | R&B5 (11 Wo.)R&B | Erstveröffentlichung: 25. April 1967 … & the Famous Flames B-Seite: Good Rockin’ Tonight                                                                               | Polydor 59-103 (DE) Pye International 7N-25423 (UK) King 45-6100 (US)                                  |                                                                                      |
| 1967 | Cold Sweat                                                                                              | — | — | — | US7 (12 Wo.)US | R&B1 (16 Wo.)R&B | Erstveröffentlichung: 8. Juni 1968 … & the Famous Flames | Polydor 59-114 (DE) Pye International 7N-25430 (UK) King 45-6110 (US)                                  |                                                                                      |
| 1967 | America Is My Home –                                                                                    | — | — | — | US52 (7 Wo.)US | R&B13 (6 Wo.)R&B | … & the Famous Flames | King 45-6112 (US)                                                                                      |                                                                                      |
| 1967 | I Guess I’ll Have to Cry, Cry, Cry Say It Loud – I’m Black and I’m Proud                                | — | — | — | US55 (6 Wo.)US | R&B15 (6 Wo.)R&B | Erstveröffentlichung: 12. Juli 1967 … & the Famous Flames B-Seite: Just Plain Funk                                                                                     | Polydor 59-226 (DE) King 45-6141 (US)                                                                  |                                                                                      |
| 1967 | Get It Together I Can’t Stand Myself When You Touch Me                                                  | — | — | — | US40 (6 Wo.)US | R&B11 (9 Wo.)R&B | Erstveröffentlichung: 21. Oktober 1967 … & the Famous Flames | Polydor 59-157 (DE) Pye International 7N-25441 (UK) King 45-6122 (US)                                  |                                                                                      |
| 1967 | I Can’t Stand Myself (When You Touch Me) I Can’t Stand Myself When You Touch Me                         | DE—DE | CH—CH | UK—UK | US28 (9 Wo.)US | R&B4 (11 Wo.)R&B | Erstveröffentlichung: 8. November 1967 … & the Famous Flames | Polydor 59-163 (DE) Polydor 56740 (UK) King 45-6144 (US)                                               |                                                                                      |
| 1967 | There Was a Time I Can’t Stand Myself When You Touch Me[DE: ↑][CH: ↑][UK: ↑]                            | DE—DE | CH—CH | UK—UK | US36 (8 Wo.)US | R&B3 (11 Wo.)R&B | … & the Famous Flames | Polydor 59-163 (DE) Polydor 56740 (UK) King 45-6144 (US)                                               |                                                                                      |
| 1968 | You’ve Got to Change Your Mind –                                                                        | — | — | — | — | R&B47 (2 Wo.)R&B | Erstveröffentlichung: 6. Februar 1968 mit Bobby Byrd | King 6151                                                                                              |                                                                                      |
| 1968 | I Got the Feelin’                                                                                       | — | — | — | US6 (12 Wo.)US | R&B1 (12 Wo.)R&B | Erstveröffentlichung: März 1968 … & the Famous Flames B-Seite: If I Ruled the World                                                                                    | Polydor 59-181 (DE) Polydor 56743 (UK) King 45-6155 (US)                                               |                                                                                      |
| 1968 | Licking Stick – Licking Stick Say It Loud – I’m Black and I’m Proud                                     | — | — | — | US14 (8 Wo.)US | R&B2 (14 Wo.)R&B | Erstveröffentlichung: 18. Mai 1968 … & the Famous Flames | Polydor 59-209 (DE) Polydor 56744 (UK) King 45-6166 (US)                                               |                                                                                      |
| 1968 | Say It Loud – I’m Black and I’m Proud                                                                   | — | — | — | US10 (11 Wo.)US | R&B1 (12 Wo.)R&B | Erstveröffentlichung: 3. September 1968 Platz 305 der Rolling-Stone-500 Grammy R&B Hall of Fame                                                                        | Polydor 56752 (UK) King 45-6187 (US)                                                                   |                                                                                      |
| 1968 | Goodbye My Love Say It Loud – I’m Black and I’m Proud                                                   | — | — | — | US31 (7 Wo.)US | R&B9 (10 Wo.)R&B | Erstveröffentlichung: 31. Oktober 1968 B-Seite: Shades of Brown | Polydor 59-251 (DE) King 45-6198 (US)                                                                  |                                                                                      |
| 1968 | Tit For That (Ain’t No Taking Back) A Soulful Christmas                                                 | — | — | — | US86 (4 Wo.)US | — | Erstveröffentlichung: 19. Dezember 1968 B-Seite: Believers Shall Enjoy (Non-Believers Shall Suffer)                                                                    | King 45-6204 (US)                                                                                      |                                                                                      |
| 1969 | Give It Up or Turnit a Loose Ain’t It Funky                                                             | — | — | — | US15 (9 Wo.)US | R&B1 (11 Wo.)R&B | Erstveröffentlichung: 14. Januar 1969 B-Seite: I’ll Lose My Mind | Polydor 59-266 (DE) King 45-6213 (US)                                                                  |                                                                                      |
| 1969 | Soul Pride The Popcorn                                                                                  | — | — | — | — | R&B33 (5 Wo.)R&B | Erstveröffentlichung: 24. März 1969 | King 45-6222 (US)                                                                                      |                                                                                      |
| 1969 | I Don’t Want Nobody to Give Me Nothing (Open Up the Door, I’ll Get It Myself) –                         | — | — | — | US20 (8 Wo.)US | R&B3 (10 Wo.)R&B | Erstveröffentlichung: 1. April 1969 | Polydor 59-279 (DE) King 45-6224 (US)                                                                  |                                                                                      |
| 1969 | The Popcorn                                                                                             | — | — | — | US30 (9 Wo.)US | R&B11 (9 Wo.)R&B | Erstveröffentlichung: 31. Mai 1969 B-Seite: The Chicken | King 45-6240 (US)                                                                                      |                                                                                      |
| 1969 | Mother Popcorn (You Got to Have a Mother for Me) It’s a Mother                                          | — | — | — | US11 (12 Wo.)US | R&B1 (15 Wo.)R&B | Erstveröffentlichung: 5. Juni 1969 | Polydor 59-309 (DE) Polydor 56776 (UK) King 45-6245 (US)                                               |                                                                                      |
| 1969 | Lowdown Popcorn Sex Machine                                                                             | — | — | — | US41 (6 Wo.)US | R&B16 (7 Wo.)R&B | Erstveröffentlichung: 1. August 1969 B-Seite: Top of the Stack | King 45-6250 (US)                                                                                      |                                                                                      |
| 1969 | World It’s a New Day So Let a Man Come In                                                               | — | — | — | US37 (7 Wo.)US | R&B8 (8 Wo.)R&B | Erstveröffentlichung: 31. August 1969 | Polydor 59-349 (DE) Polydor 56780 (UK) King 45-6258 (US)                                               |                                                                                      |
| 1969 | Let a Man Come In and Do the Popcorn (Part 1) It’s a New Day so Let a Man Come In                       | — | — | — | US21 (8 Wo.)US | R&B2 (9 Wo.)R&B | Erstveröffentlichung: 22. September 1969 B-Seite: Sometime | Polydor 59-366 (DE) Polydor 56783 (UK) King 45-6255 (US)                                               |                                                                                      |
| 1969 | Part Two (Let a Man Come In and Do the Popcorn) It’s a New Day so Let a Man Come In                     | — | — | — | US40 (8 Wo.)US | R&B6 (8 Wo.)R&B | B-Seite: Gittin’ a Little Hipper (Part 2) | King 45-6275 (US)                                                                                      |                                                                                      |
| 1969 | Ain’t It Funky Now Ain’t It Funky                                                                       | — | — | — | US24 (11 Wo.)US | R&B3 (12 Wo.)R&B | Erstveröffentlichung: 5. Dezember 1969 | Polydor 59-373 (DE) Polydor 56793 (UK) King 45-6280 (US)                                               |                                                                                      |
| 1970 | It’s a New Day It’s a New Day so Let a Man Come In                                                      | — | — | — | US32 (8 Wo.)US | R&B3 (11 Wo.)R&B | Erstveröffentlichung: 3. Februar 1970 B-Seite: I Feel Alright (DE) B-Seite: Georgia on My Mind (UK & US)                                                               | Polydor 2001-015 (DE) Polydor 2001-018 (UK) King 45-6292 (US)                                          |                                                                                      |
| 1970 | Funky Drummer –                                                                                         | — | — | — | US51 (5 Wo.)US | R&B20 (5 Wo.)R&B | Erstveröffentlichung: 24. März 1970 | Polydor 2001-030 (DE) King 45-6290 (US)                                                                |                                                                                      |
| 1970 | Brother Rapp Slaughter’s Big Rip-Off                                                                    | — | — | — | US32 (8 Wo.)US | R&B2 (11 Wo.)R&B | Erstveröffentlichung: 3. April 1970 B-Seite: Bewildered (US) | Polydor 2001-062 (DE) King 45-6310 (US)                                                                |                                                                                      |
| 1970 | Get Up (I Feel Like Being a) Sex Machine –                                                              | DE29 (5 Wo.)DE | — | UK32 (7 Wo.)UK | US15 (9 Wo.)US | R&B2 (12 Wo.)R&B | Erstveröffentlichung: 17. Juni 1970 Platz 326 der Rolling-Stone-500 | Polydor 2001-071 (DE & UK) King 45-6318 (US)                                                           |                                                                                      |
| 1970 | (Call Me) Super Bad Super Bad                                                                           | — | — | — | US13 (10 Wo.)US | R&B1 (13 Wo.)R&B | Erstveröffentlichung: 29. September 1970 | Polydor 2001-097 (DE & UK) King 45-6329 (US)                                                           |                                                                                      |
| 1970 | Get Up, Get into It, Get Involved –                                                                     | — | — | UK—UK | US34 (8 Wo.)US | R&B4 (9 Wo.)R&B | Erstveröffentlichung: 14. Dezember 1970 | Polydor 2001-133 (DE) Polydor 2001-190 (UK) King 45-6347 (US)                                          |                                                                                      |
| 1970 | I Cried –                                                                                               | — | —[UK: ↑] | UK—UK | US50 (6 Wo.)US | R&B15 (5 Wo.)R&B | B-Seite: World (Part 2) | Polydor 2001-189 (DE) Polydor 2001-190 (UK) King 45-6363 (US)                                          |                                                                                      |
| 1971 | Spinning Wheel Sex Machine                                                                              | — | — | — | US90 (2 Wo.)US | — | Erstveröffentlichung: 22. Januar 1971 | King 45-6366 (US)                                                                                      |                                                                                      |
| 1971 | Soul Power James Brown Soul Classics                                                                    | DE47 (1 Wo.)DE | — | UK— SilberUK | US29 (9 Wo.)US | R&B3 (11 Wo.)R&B | Erstveröffentlichung: 27. Februar 1971 | Polydor 2001-167 (DE) Polydor 2001-163 (UK) King 45-6368 (US)                                          |                                                                                      |
| 1971 | Hot Pants (She Got to Use What She Got to Get What She Wants) Hot Pants                                 | DE21 (1 Wo.)DE | — | — | US15 (11 Wo.)US | R&B1 (11 Wo.)R&B | Erstveröffentlichung: 3. Juni 1971 | Polydor 2001-203 (DE) Polydor 2001-213 (UK) People 45-2501 (US)                                        |                                                                                      |
| 1971 | Escape-ism Hot Pants                                                                                    | — | — | — | US35 (6 Wo.)US | R&B6 (9 Wo.)R&B | Erstveröffentlichung: 20. Juni 1971 | Polydor 2001-199 (DE) People 45-2500 (US)                                                              |                                                                                      |
| 1971 | Make It Funky Get on the Good Foot                                                                      | — | — | — | US22 (9 Wo.)US | R&B1 (12 Wo.)R&B | Erstveröffentlichung: 31. August 1971 | Polydor 2001-223 (DE & UK) Polydor PD-14088 (US)                                                       |                                                                                      |
| 1971 | My Part Get on the Good Foot                                                                            | — | — | — | US68 (6 Wo.)US | — | Erstveröffentlichung: 6. Oktober 1971 | Polydor PD-14098 (US)                                                                                  |                                                                                      |
| 1971 | I’m a Greedy Man There It Is                                                                            | — | — | — | US35 (8 Wo.)US | R&B7 (11 Wo.)R&B | Erstveröffentlichung: 23. Oktober 1971 | Polydor 2066-153 (DE & UK) Polydor PD-14100 (US)                                                       |                                                                                      |
| 1971 | Hey America! Hey America                                                                                | — | — | UK47 (3 Wo.)UK | — | — | B-Seite: Brother Rapp (Part 1) | Polydor 2066-160 (DE) Mojo 2093-006 (UK)                                                               |                                                                                      |
| 1972 | Talkin’ Loud and Sayin’ Nothing There It Is                                                             | — | — | — | US27 (7 Wo.)US | R&B1 (10 Wo.)R&B | Erstveröffentlichung: 22. Januar 1972 | Polydor 2066-174 (DE) Polydor PD-14109 (US) King 45-P-6359 (US)                                        |                                                                                      |
| 1972 | King Heroin There It Is                                                                                 | — | — | — | US40 (7 Wo.)US | R&B6 (8 Wo.)R&B | Erstveröffentlichung: 19. Februar 1972 B-Seite: Theme from King Heroin                                                                                                 | Polydor 2066-185 (DE & UK) Polydor PD-14116 (US)                                                       |                                                                                      |
| 1972 | There It Is                                                                                             | — | — | — | US43 (7 Wo.)US | R&B4 (9 Wo.)R&B | Erstveröffentlichung: 13. April 1972 | Polydor 2066-210 (DE & UK) Polydor PD-14125 (US)                                                       |                                                                                      |
| 1972 | Honky Tonk Soul Classics Vol. II                                                                        | — | — | — | US44 (8 Wo.)US | R&B7 (10 Wo.)R&B | Erstveröffentlichung: 17. Juni 1972 The James Brown Soul Train | Polydor 2066-216 (DE & UK) Polydor PD-14129 (US)                                                       |                                                                                      |
| 1972 | Get on the Good Foot                                                                                    | — | — | — | US18 Gold · (14 Wo.)US | R&B1 (15 Wo.)R&B | Erstveröffentlichung: Juli 1972 | Polydor 2066-231 (DE & UK) Polydor PD-14139 (US)                                                       |                                                                                      |
| 1972 | I Got a Bag of My Own Get on the Good Foot                                                              | — | — | — | US44 (7 Wo.)US | R&B3 (13 Wo.)R&B | Erstveröffentlichung: 4. November 1972 /B-Seite: I Know It’s True (UK) B-Seite: Public Enemy #1 (Part 1) (US)                                                          | Polydor 2066-285 (DE & UK) Polydor PD-14153 (US)                                                       |                                                                                      |
| 1972 | What My Baby Needs Now Is a Little More Lovin –                                                         | — | — | — | US56 (7 Wo.)US | R&B17 (10 Wo.)R&B | Erstveröffentlichung: 9. Dezember 1972 James Brown & Lyn Collins A-Seite: Think (About It) von Lyn Collins (DE) B-Seite: This Guy’s (Girl’s) in Love (UK & US)         | Polydor 2066-324 (DE) Polydor 2066-283 (UK) Polydor PD-14157 (US)                                      |                                                                                      |
| 1973 | I Got Ants in My Pants (And I Want to Dance) –                                                          | — | — | — | US27 (8 Wo.)US | R&B4 (10 Wo.)R&B | Erstveröffentlichung: 6. Januar 1973 | Polydor 2066-296 (DE & UK) Polydor PD-14162 (US)                                                       |                                                                                      |
| 1973 | Down and Out in New York City Black Caesar                                                              | — | — | — | US50 (7 Wo.)US | R&B13 (6 Wo.)R&B | Erstveröffentlichung: 28. Februar 1973 aus dem Film Der Pate von Harlem B-Seite: Mama’s Dead                                                                           | Polydor 2066-309 (DE) Polydor PD-14168 (US)                                                            |                                                                                      |
| 1973 | Think (New Version 1) –                                                                                 | DE49 (1 Wo.)DE | — | — | — | R&B15 (8 Wo.)R&B | B-Seite: Something | Polydor 206-329 (DE) Polydor 14177 (US)                                                                |                                                                                      |
| 1973 | Think (New Version 2) –                                                                                 | — | — | — | — | R&B37 (6 Wo.)R&B | B-Seite: Something | Polydor 14185 (US)                                                                                     |                                                                                      |
| 1973 | Sexy, Sexy, Sexy Slaughter’s Big Rip-Off                                                                | — | — | UK—UK | US50 (8 Wo.)US | R&B6 (15 Wo.)R&B | Erstveröffentlichung: 11. August 1973 aus dem Film Der Sohn des Mandingo B-Seite: Slaughter Theme                                                                      | Polydor 2066-372 (DE) Polydor 2066-411 (UK) Polydor PD-14194 (US)                                      |                                                                                      |
| 1973 | Stoned to the Bone The Payback                                                                          | — | —[UK: ↑] | UK—UK | US58 (11 Wo.)US | R&B4 (17 Wo.)R&B | Erstveröffentlichung: 30. Oktober 1973 | Polydor 2066-400 (DE) Polydor 2066-411 (UK) Polydor PD-14210 (US)                                      |                                                                                      |
| 1974 | The Payback                                                                                             | — | — | UK—UK | US26 Gold · (13 Wo.)US | R&B1 (17 Wo.)R&B | Erstveröffentlichung: 9. März 1974 | Polydor 2066-431 (DE) Polydor 2066-485 (UK) Polydor PD-14223 (US)                                      |                                                                                      |
| 1974 | My Thang Hell                                                                                           | — | —[UK: ↑] | UK—UK | US29 (13 Wo.)US | R&B1 (15 Wo.)R&B | Erstveröffentlichung: 8. Juni 1974 B-Seite: People Get Up and Drive Your Funky Soul (DE) B-Seite: Public Enemy #1 (Part 1) (UK & US)                                   | Polydor 2066-484 (DE) Polydor 2066-485 (UK) Polydor PD-14244 (US)                                      |                                                                                      |
| 1974 | Papa Don’t Take No Mess Hell                                                                            | — | — | — | US31 (11 Wo.)US | R&B1 (14 Wo.)R&B | Erstveröffentlichung: 17. August 1974 A-Seite: It’s Hell (UK) | Polydor 2066-504 (DE) Polydor 2066-513 (UK) Polydor PD-14255 (US)                                      |                                                                                      |
| 1974 | Funky President (People It’s Bad) Reality                                                               | DE—DE | CH—CH | UK—UK | US44 (10 Wo.)US | R&B4 (15 Wo.)R&B | Erstveröffentlichung: 26. Oktober 1974 | Polydor 2066-520 (DE & UK) Polydor PD-14258 (US)                                                       |                                                                                      |
| 1974 | Coldblooded Hell[DE: ↑][CH: ↑][UK: ↑]                                                                   | DE—DE | CH—CH | UK—UK | US44 (6 Wo.)US | — | | Polydor 2066-520 (DE & UK) Polydor PD-14258 (US)                                                       |                                                                                      |
| 1975 | Reality                                                                                                 | — | — | — | US80 (4 Wo.)US | R&B19 (9 Wo.)R&B | Erstveröffentlichung: 28. Februar 1975 B-Seite: I Need Your Love so Bad                                                                                                | Polydor 2066-540 (DE) Polydor PD-14268 (US)                                                            |                                                                                      |
| 1975 | Sex Machine ’75 Sex Machine Today                                                                       | — | — | — | US61 (5 Wo.)US | R&B16 (12 Wo.)R&B | Erstveröffentlichung: 24. März 1975 | Polydor PD-14270 (US)                                                                                  |                                                                                      |
| 1975 | Hustle!!! (Dead on It) Everybody’s Doin’ the Hustle & Dead on the Double Bump                           | — | — | — | — | R&B11 (13 Wo.)R&B | Erstveröffentlichung: 1. Juli 1975 | Polydor 2066-588 (DE) Polydor PD-14281 (US)                                                            |                                                                                      |
| 1975 | Hot (I Need to Be Loved, Loved, Loved, Loved) Hot                                                       | DE—DE | CH—CH | UK—UK | US—US | R&B31 (11 Wo.)R&B | Erstveröffentlichung: 8. November 1975 | Polydor 2066-642 (UK) Polydor PD-14301 (US)                                                            |                                                                                      |
| 1975 | Superbad, Superslick Everybody’s Doin’ the Hustle & Dead on the Double Bump[DE: ↑][CH: ↑][UK: ↑][US: ↑] | DE—DE | CH—CH | UK—UK | US—US | R&B28 (9 Wo.)R&B | | Polydor 2066-642 (UK) Polydor PD-14301 (US)                                                            |                                                                                      |
| 1975 | (I Love You) For Sentimental Reasons Hot                                                                | — | — | — | — | R&B70 (4 Wo.)R&B | Erstveröffentlichung: 10. November 1975 B-Seite: Goodnight My Love | Polydor PD-14304 (US)                                                                                  |                                                                                      |
| 1976 | Get Up Offa That Thing                                                                                  | — | — | UK22 (6 Wo.)UK | US45 (7 Wo.)US | R&B4 (19 Wo.)R&B | Erstveröffentlichung: 30. Mai 1976 B-Seite: Release the Pressure | Polydor 2066-687 (DE & UK) Polydor PD-14326 (US)                                                       |                                                                                      |
| 1976 | I Refuse to Lose Get Up Offa That Thing                                                                 | — | — | — | — | R&B47 (8 Wo.)R&B | Erstveröffentlichung: 30. September 1976 B-Seite: Home Again | Polydor PD-14354 (US)                                                                                  |                                                                                      |
| 1976 | Bodyheat                                                                                                | — | — | UK36 (4 Wo.)UK | US88 (3 Wo.)US | R&B13 (18 Wo.)R&B | Erstveröffentlichung: 17. Dezember 1976 | Polydor 2066-763 (UK) Polydor PD-14360 (US)                                                            |                                                                                      |
| 1977 | Kiss in 77 Bodyheat                                                                                     | — | — | — | — | R&B35 (9 Wo.)R&B | Erstveröffentlichung: 12. April 1977 B-Seite: Woman | Polydor PD-14388 (US)                                                                                  |                                                                                      |
| 1977 | Give Me Some Skin Mutha’s Nature                                                                        | — | — | — | — | R&B20 (15 Wo.)R&B | … & the J.B.’s A-Seite: People Wake Up and Live | Polydor PD-14409 (US)                                                                                  |                                                                                      |
| 1977 | If You Don’t Give a Dogone About It Mutha’s Nature                                                      | — | — | — | — | R&B45 (10 Wo.)R&B | Erstveröffentlichung: 1. Dezember 1977 A-Seite: People Who Criticize                                                                                                   | Polydor PD-14438 (US)                                                                                  |                                                                                      |
| 1978 | Eyesight Jam 1980’s                                                                                     | — | — | — | — | R&B38 (9 Wo.)R&B | Erstveröffentlichung: 24. März 1978 B-Seite: I Never, Never, Never Will Forget                                                                                         | Polydor 2066-915 (UK) Polydor PD-14465 (US)                                                            |                                                                                      |
| 1978 | The Spank Jam 1980’s                                                                                    | — | — | — | — | R&B26 (12 Wo.)R&B | Erstveröffentlichung: 15. Juni 1978 B-Seite: Love Me Tender | Polydor PD-14487 (US)                                                                                  |                                                                                      |
| 1978 | For Goodness Sakes, Look at Those Cakes Take a Look at Those Cakes                                      | — | — | — | — | R&B52 (8 Wo.)R&B | Erstveröffentlichung: 27. Dezember 1979 B-Seite: Get Up, I Feel Like Being a Sex Machine (UK)                                                                          | Polydor POSP-24 (UK) Polydor PD-14522 (US)                                                             |                                                                                      |
| 1979 | It’s Too Funky in Here The Original Disco Man                                                           | — | — | — | — | R&B15 (14 Wo.)R&B | Erstveröffentlichung: 12. April 1979 B-Seite: Are We Really Dancing | Polydor POSP-68 (UK) Polydor PD-14557 (US)                                                             |                                                                                      |
| 1979 | Star Generation The Original Disco Man                                                                  | — | — | — | — | R&B63 (6 Wo.)R&B | Erstveröffentlichung: 23. August 1979 B-Seite: Let the Boogie Do the Rest (UK) B-Seite: Women are Something Else (US)                                                  | Polydor (Steppin Out Disco) STEP-002 (UK) Polydor PD-2005 (US)                                         |                                                                                      |
| 1980 | Regrets People                                                                                          | — | — | — | — | R&B63 (6 Wo.)R&B | Erstveröffentlichung: 8. Januar 1980 B-Seite: Stone Cold Drag | Polydor POSP-121 (UK) Polydor PD-2054 (US)                                                             |                                                                                      |
| 1980 | Rapp Payback (Where Iz Moses) Soul Syndrome                                                             | — | — | UK39 (5 Wo.)UK | — | R&B46 (13 Wo.)R&B | Erstveröffentlichung: 7. Oktober 1980 | Metronome 0030-370 (DE) RCA 28 (UK) T.K. TKX-1039 (US)                                                 |                                                                                      |
| 1981 | Stay with Me Soul Syndrome                                                                              | — | — | — | — | R&B80 (4 Wo.)R&B | Erstveröffentlichung: 21. März 1981 B-Seite: Smokin’ and Drinkin’ | RCA 44 (UK) T.K. TKX-1042 (US)                                                                         |                                                                                      |
| 1983 | Bring It On … Bring It On Bring It On!                                                                  | DE—DE | CH—CH | UK45 (5 Wo.)UK | US—US | R&B73 (9 Wo.)R&B | Erstveröffentlichung: 19. Mai 1983 | Sonet INT-112-112 (DE) Sonet SON-2258 (UK) Augusta Sound CAS90423 (US)                                 |                                                                                      |
| 1983 | The Night Time Is the Right Time (To Be with the One That You Love) Bring It On![DE: ↑][CH: ↑]          | DE—DE | CH—CH | —[US: ↑][R&B: ↑] | US—US | R&B73 (9 Wo.)R&B | | Sonet INT-112-112 (DE) Sonet SON-2258 (UK) Augusta Sound CAS90423 (US)                                 |                                                                                      |
| 1984 | Unity –                                                                                                 | — | — | UK49 (5 Wo.)UK | — | R&B87 (4 Wo.)R&B | Erstveröffentlichung: 1. August 1984 Afrika Bambaataa & the Godfather of Soul James Brown                                                                              | Polydor 881-204-7 (DE) Tommy Boy AFR-2 (UK) Tommy Boy TB-847-7 (US)                                    |                                                                                      |
| 1985 | Froggy Mix –                                                                                            | — | — | UK50 (3 Wo.)UK | — | — | Erstveröffentlichung: 13. April 1985 | Polydor FROG-1 (UK)                                                                                    |                                                                                      |
| 1985 | Sex Machine (1985) –                                                                                    | — | — | UK46 (9 Wo.)UK | — | — | B-Seite: Papa’s Got a Brand New Bag (Part 1) | Polydor POSP-751 (UK)                                                                                  |                                                                                      |
| 1985 | Living in America Gravity                                                                               | DE12 (15 Wo.)DE | CH9 (14 Wo.)CH | UK5 Silber · (10 Wo.)UK | US4 (19 Wo.)US | R&B10 (17 Wo.)R&B | Erstveröffentlichung: November 1985 aus dem Film Rocky IV – Der Kampf des Jahrhunderts Grammy R&B Male Vocal B-Seite: Farewell von Vince DiCola                        | Scotti Brothers / Bellaphon 100-14-037 (DE) Scotti Brothers A-6701 (UK) Scotti Brothers ZS4-05682 (US) |                                                                                      |
| 1986 | Soul Power / It’s a Man’s World –                                                                       | — | — | UK78 (2 Wo.)UK | — | — | | Polydor POSP-783 (UK)                                                                                  |                                                                                      |
| 1986 | Gravity                                                                                                 | — | — | UK65 (4 Wo.)UK | US93 (2 Wo.)US | R&B26 (10 Wo.)R&B | Erstveröffentlichung: 12. September 1988 | Scotti Bros. INT-112-312 (DE) Scotti Brothers 650-059-7 (UK) Scotti Brothers ZS4-06275 (US)            |                                                                                      |
| 1986 | How Do You Stop Gravity                                                                                 | DE28 (10 Wo.)DE | — | UK90 (2 Wo.)UK | — | R&B10 (14 Wo.)R&B | Erstveröffentlichung: 23. November 1986 B-Seite: Repeat the Beat (Faith) (UK) B-Seite: House of Rock (DE & US)                                                         | Scotti Bros. INT-112-314 (DE) Scotti Brothers JAMES-1 (UK) Scotti Brothers ZS4-06568 (US)              |                                                                                      |
| 1988 | She’s the One Motherlode                                                                                | — | — | UK45 (3 Wo.)UK | — | — | B-Seite: Funky President (People It’s Bad) | Urban URB-13 (UK)                                                                                      |                                                                                      |
| 1988 | The Payback Mix –                                                                                       | — | — | UK12 (6 Wo.)UK | — | — | B-Seite: Give It Up or Turnit a Loose | Polydor 887-519-7 (DE) Urban URB-17 (UK)                                                               |                                                                                      |
| 1988 | I’m Real                                                                                                | — | — | UK31 (4 Wo.)UK | — | R&B2 (16 Wo.)R&B | B-Seite: Keep Keepin’ (UK) B-Seite: Tribute (US) | Scotti Bros. INT-112-330 (DE) Scotti Bros. JSB-1 (UK) Scotti Bros. ZS4-07783 (US)                      |                                                                                      |
| 1988 | I Got You (I Feel Good) –                                                                               | — | — | UK52 (4 Wo.)UK | — | — | B-Seite: Nowhere to Run von Martha Reeves & the Vandellas | A&M 390-323-7 (DE) A&M AM-444 (UK) A&M AM-3022 (US)                                                    |                                                                                      |
| 1988 | Static I’m Real                                                                                         | — | — | UK83 (2 Wo.)UK | — | R&B5 (13 Wo.)R&B | Erstveröffentlichung: 19. Juli 1988 James Brown & Full Force B-Seite: Godfather Runnin’ the Joint                                                                      | Scotti Bros. JSB-2 (UK) Scotti Bros. ZS4-07975 (US)                                                    |                                                                                      |
| 1989 | Gimme Your Love Soul Session Live                                                                       | — | — | UK79 (2 Wo.)UK | — | R&B88 (8 Wo.)R&B | Erstveröffentlichung: 9. Oktober 1989 Aretha Franklin & James Brown B-Seite: He’s The Boy von Aretha Franklin (DE & UK) B-Seite: Think (1989) von Aretha Franklin (US) | Arista 112-682 (DE) Arista 112-727 (UK) Arista AS1-9884 (US)                                           |                                                                                      |
| 1991 | (So Tired of Standing Still We Got To) Move On –                                                        | — | — | — | — | R&B48 (8 Wo.)R&B | B-Seite: Remix | Scotti Bros. 75288 (US)                                                                                |                                                                                      |
| 1992 | Get Up (I Feel Like Being a Sex Machine) 1991 –                                                         | — | — | UK69 (2 Wo.)UK | — | — | | |                                                                                      |
| 1992 | I Got You (I Feel Good) –                                                                               | — | — | UK72 (1 Wo.)UK | — | — | vs. Dakeyne B-Seite: Processed B’s und B-Funked, beide von Dakeyne | FBI 7FBI-9 (UK)                                                                                        |                                                                                      |
| 1993 | Can’t Get Any Harder Universal James                                                                    | — | — | UK59 (2 Wo.)UK | — | R&B76 (8 Wo.)R&B | B-Seite: Can’t Get Any Harder (C&C / Leaders of the New School Mix) | Scotti Bros. PO-262 (UK)                                                                               |                                                                                      |
| 1998 | Funk on a Roll I’m Back                                                                                 | — | — | UK40 (4 Wo.)UK | — | — | | |                                                                                      |
| 1998 | Santa Claus Go Straight to the Ghetto –                                                                 | — | — | — | — | R&B75 (1 Wo.)R&B | 1968 aufgenommen | Epic                                                                                                   |                                                                                      |
| 2006 | Sex Machine (Readymade Jazz Defector Remix) –                                                           | DE83 (4 Wo.)DE | CH43 (4 Wo.)CH | — | — | — | Erstveröffentlichung: 17. November 2006 | |                                                                                      |

grau schraffiert: keine Chartdaten aus diesem Jahr verfügbar
* Die R&B-Chartdaten vom 30. November 1963 bis 23. Januar 1965 basieren auf Cash Box „Top 50 in R&B Locations“, da in diesem Zeitraum keine R&B-Listen von Billboard herausgegeben wurden.
Weitere Singles
- 2024: We Got to Change

### Als Pseudonym
| Jahr | Titel Album                | Höchstplatzierung, Gesamtwochen, AuszeichnungChartplatzierungen (Jahr, Titel, Album, Platzierungen, Wochen, Auszeichnungen, Anmerkungen, Release) | Höchstplatzierung, Gesamtwochen, AuszeichnungChartplatzierungen (Jahr, Titel, Album, Platzierungen, Wochen, Auszeichnungen, Anmerkungen, Release) | Höchstplatzierung, Gesamtwochen, AuszeichnungChartplatzierungen (Jahr, Titel, Album, Platzierungen, Wochen, Auszeichnungen, Anmerkungen, Release) | Höchstplatzierung, Gesamtwochen, AuszeichnungChartplatzierungen (Jahr, Titel, Album, Platzierungen, Wochen, Auszeichnungen, Anmerkungen, Release) | Höchstplatzierung, Gesamtwochen, AuszeichnungChartplatzierungen (Jahr, Titel, Album, Platzierungen, Wochen, Auszeichnungen, Anmerkungen, Release) | Anmerkungen                                                                       | Release            |
| Jahr | Titel Album                | DE | CH | UK | US | R&B | Anmerkungen                                                                       | Release            |
| ---- | -------------------------- | --- | --- | --- | --- | --- | --------------------------------------------------------------------------------- | ------------------ |
| 1960 | (Do the) Mashed Potatoes – | — | — | — | US84 (2 Wo.)US | R&B8 (11 Wo.)R&B | Nat Kendrick & the Swans Piano: James Brown Vocal Shouts: Miami DJ „King“ Coleman | Dade 1804          |
| 1973 | Doing It to Death –        | — | — | — | — | R&B1 (16 Wo.)R&B | Fred Wesley & The J.B.’s B-Seite: Everybody Got Soul                              | People PE-621 (US) |

grau schraffiert: keine Chartdaten aus diesem Jahr verfügbar

## Statistik

### Chartauswertung
|                     | DE    | AT    | CH    | UK    | US     | R&B      |
| ------------------- | ----- | ----- | ----- | ----- | ------ | -------- |
| Nummer-eins-Alben   | DE—DE | AT—AT | CH—CH | UK—UK | US—US  | R&B1R&B  |
| Top-10-Alben        | DE—DE | AT—AT | CH—CH | UK—UK | US3US  | R&B26R&B |
| Alben in den Charts | DE3DE | AT2AT | CH4CH | UK5UK | US54US | R&B54R&B |

|                       | DE    | CH    | UK     | US     | R&B       |
| --------------------- | ----- | ----- | ------ | ------ | --------- |
| Nummer-eins-Singles   | DE—DE | CH—CH | UK—UK  | US—US  | R&B18R&B  |
| Top-10-Singles        | DE—DE | CH1CH | UK1UK  | US6US  | R&B60R&B  |
| Singles in den Charts | DE7DE | CH2CH | UK26UK | US91US | R&B105R&B |

### Auszeichnungen für Musikverkäufe
| Silberne Schallplatte - Vereinigtes Königreich - 2021: für das Lied The Boss Goldene Schallplatte - Argentinien - 1997: für das Album I Feel Good: Very Best of James Brown - Italien - 2023: für die Single I Got You (I Feel Good) - Kanada - 1986: für die Single Living in America - Spanien - 2024: für die Single I Got You (I Feel Good) |

Anmerkung: Auszeichnungen in Ländern aus den Charttabellen bzw. Chartboxen sind in ebendiesen zu finden.
| Land/RegionAuszeichnungen für Musikverkäufe (Land/Region, Auszeichnungen, Verkäufe, Quellen) | Silber     | Gold       | Platin  | Verkäufe  | Quellen             |
| -------------------------------------------------------------------------------------------- | ---------- | ---------- | ------- | --------- | ------------------- |
| Argentinien (CAPIF)                                                                          | —          | Gold1      | —       | 30.000    | capif.org.ar        |
| Italien (FIMI)                                                                               | —          | Gold1      | —       | 50.000    | fimi.it             |
| Kanada (MC)                                                                                  | —          | Gold1      | —       | 50.000    | musiccanada.com     |
| Schweiz (IFPI)                                                                               | —          | Gold1      | —       | 25.000    | hitparade.ch        |
| Spanien (Promusicae)                                                                         | —          | Gold1      | —       | 30.000    | elportaldemusica.es |
| Vereinigte Staaten (RIAA)                                                                    | —          | 4× Gold4   | Platin1 | 4.000.000 | riaa.com            |
| Vereinigtes Königreich (BPI)                                                                 | 3× Silber3 | 4× Gold4   | —       | 1.000.000 | bpi.co.uk           |
| Insgesamt                                                                                    | 3× Silber3 | 13× Gold13 | Platin1 |           |                     |